# Kleine Keet
Kleine Keet is een hoeve in de gemeente Den Helder, in de Nederlandse provincie Noord-Holland.

## Geschiedenis
De locatie waar de hoeve staat bestond uit lage duintjes en stroomde bij hoge vloed en storm over. In 1610 werd de Van Oldebarneveltsdijk (de huidige Zanddijk) aangelegd, met een keet voor inspecterende bestuurders, hier zou later het gehucht Groote Keeten ontstaan. Noordelijker, waar nu de hoeve staat, kwam een kleinere keet te staan. Ten oosten van de dijk bestond het gebied nog uit land dat tijdens stormen onder water liep. In de 18e eeuw werden er schapen en later ook koeien gehouden. Ook hielden de bewoners zich bezig met het vangen van konijnen, eenden en zwanen. Tijdens de Brits-Russische expeditie naar Noord-Holland wordt de plaats genoemd omdat het strand tussen Groote Keeten en Kleine Keet de landingsplaats was van de Engelsen. Rond 1820 werd het Koegras ingepolderd en kwam er een einde aan de overstromingen in het gebied. In 1829 werd een nieuwe hoeve gebouwd. In de jaren 1970 werd van veehouderij overgegaan op bollenteelt.
Bij de hoeve ligt strandslag Falga. Tot eind 2014/begin 2015 lag er een toegangsweg direct naast de hoeve naar het strand. Sindsdien ligt het dichtstbijzijnde pad naar de strandslag zo'n vijfhonderd meter zuidelijker.

## Fort du Falga
In de Franse tijd was het plan om aan de kust ter hoogte van Kleine Keet een fort te bouwen. Het fort werd echter door de Fransen zelf nooit helemaal afgebouwd en werd eind 1813 gedeeltelijk opgeblazen. Wat nog overbleef werd niet onderhouden en is verdwenen. In het interbellum werd, in de duinen bij Kleine Keet, batterij Falga gebouwd. Deze werd in de Tweede Wereldoorlog gebruikt door de Duitsers en na de oorlog gesloopt.